# 13 октомври
13 октомври е 286-ият ден в годината според григорианския календар (287-и през високосна). Остават 79 дни до края на годината.

## Събития
- 1307 г. – Над 140 тамплиери във Франция са арестувани от агенти на Филип IV, след което са измъчвани, за да признаят обвинения в ерес.
- 1582 г. – Поради въвеждането на Григорианския календар този ден от тази година не съществува в Италия, Полша, Португалия и Испания.
- 1773 г. – Шарл Месие открива спиралната галактика „Водовъртеж“ (M51).
- 1792 г. – Във Вашингтон (окръг Колумбия) е направена първата копка на строежа на Белия дом.
- 1843 г. – В Ню Йорк е основана най-старата еврейска обществена организация – Бней Брит.
- 1884 г. – Международно прието е, че нулевият меридиан минава над Гринуич (Великобритания).
- 1899 г. – В България е съставено правителство начело с Тодор Иванчов.
- 1919 г. – След края на Първата световна война Антантата установява протекторат в Беломорска Тракия.
- 1923 г. – Столицата на Турция е преместена от Истанбул в Анкара.
- 1943 г. – Втора световна война: Новото правителство на Италия, начело с Пиетро Бадолио обявява война на нацистка Германия и Страните от Оста.
- 1943 г. – Втора световна война: Рига, столицата на Латвия, е превзета от Червената армия

- 1972 г. – Полет 217 на „Аерофлот“ катастрофира край Москва и убива души 174 на борда.
- 1972 г. – Самолет на Уругвайските ВВС катастрофира в Андите. 28 души оцеляват след катастрофата. Всички освен 16 умират преди спасяването им на 23 декември.
- 1973 г. – Полет 964 на „Аерофлот“ катастрофира край Москва и убива души 122 на борда.
- 1976 г. – Боливийски товарен самолет Боинг 707 пада върху главната улица в град Санта Крус де ла Сиера, Боливия, при което загиват 102 души (97, повечето от които деца, на земята).
- 1983 г. – Космическата совалка Чалънджър се приземява успешно със седем астронавти на борда – най-многобройния екипаж в историята на космическите полети.
- 1990 г. – Американския президент Джордж Буш награждава Джон Атанасов с националния медал за техника и технологии с думите: „Професор Джон Атанасов, който винаги е подчертавал българския си произход и се гордее с него, е пример за всички...“. Това е най-голямото отличие в живота на бащата на компютрите.
- 1991 г. – В България са проведени избори за XXXVI народно събрание.
- 1994 г. – Президентът Желю Желев назначава с указ служебно 81 правителство на България с първата жена министър-председател на България Ренета Инджова.
- 1999 г. – Във Франция са разрешени със закон еднополовите бракове.
- 2010 г. – Приключва Миньорска авария в Копиапо 2010, след като всичките 33 миньори са извадени на повърхността.
- 2016 г. – Малдивите обявяват решението си да се оттеглят от Общността на нациите.

## Родени
- 1771 г. – Йохан Фишер фон Валдхайм, германски зоолог († 1853 г.)
- 1821 г. – Рудолф Вирхов, немски лекар († 1902 г.)
- 1847 г. – Александър Ленски, руски артист († 1908 г.)
- 1883 г. – Александър Егоров, съветски маршал († 1939 г.)
- 1887 г. – Йозеф Тисо, словашки политик и държавник († 1947 г.)
- 1891 г. – Йордан Гюрков, български революционер († 1975 г.)
- 1894 г. – Димитър Попов, български химик-органик († 1975 г.)
- 1905 г. – Илия Волен, български писател († 1982 г.)
- 1907 г. – Иван Хаджийски, български философ и социолог († 1944 г.)
- 1921 г. – Ив Монтан, френски актьор и певец († 1991 г.)
- 1925 г. – Маргарет Тачър, министър-председател на Обединеното кралство († 2013 г.)
- 1927 г. – Тургут Йозал, президент на Турция († 1993 г.)
- 1928 г. – Величко Минеков, български скулптор († 2022 г.)
- 1929 г. – Недялко Делков, български учен – дендролог († 1998 г.)
- 1930 г. – Димитър Мантов, български писател († 2008 г.)
- 1931 г. – Раймон Копа, френски футболист († 2017 г.)
- 1936 г. – Кристине Ньостлингер, австрийска писателка († 2018 г.)
- 1939 г. – Васил Василев, български актьор († 2000 г.)
- 1943 г. – Андрей Андреев, български лекар
- 1952 г. – Майкъл Клифорд, американски астронавт († 2021 г.)
- 1954 г. – Мордехай Вануну, израелски ядрен техник
- 1956 г. – Михаил Вълчев, български футболист
- 1956 г. – Синан Сакич, сръбски певец († 2018 г.)
- 1957 г. – Васил Бинев, български актьор
- 1964 г. – Кристофър Джъдж, американски актьор
- 1975 г. – Спенс, български рап изпълнител
- 1977 г. – Кийли Санчез, американска актриса
- 1978 г. – Александра Василева, българска актриса
- 1980 г. – Ашанти, американска певица
- 1982 г. – Иън Торп, австралийски плувец
- 1986 г. – Гейбриъл Агбонлахор, английски футболист
- 1991 г. – Ник Дашев, български футболист
- 1995 г. – Пак Джи Мин, южнокорейски певец, автор на песни и танцьор
- 2001 г. – Кейлъб Маклафлин, американски актьор

## Починали
- 54 г. – Клавдий, римски император (* 10 пр.н.е.)
- 1093 г. – Роберт I, граф на Фландрия (* 1035 г. )
- 1282 г. – Ничирен, японски будистки свещеник (* 1222 г.)
- 1382 г. – Петър II, крал на Кипър и Йерусалим
- 1435 г. – Херман II фон Цили, граф на Цили
- 1687 г.  – Джеминиано Монтанари, италиански астроном и производител на обективи (* 1633 г.)
- 1694 г. – Самуел фон Пуфендорф, немски историк, икономист и юрист (* 1632 г.)
- 1815 г. – Жоашен Мюра, френски военен деец (* 1767 г.)
- 1822 г. – Антонио Канова, италиански скулптор (* 1757 г.)
- 1899 г. – Аристид Кавайе-Кол, френски органостроител (* 1811 г.)
- 1904 г. – Павлос Мелас, гръцки военен и революционер (* 1870 г.)
- 1905 г. – Хенри Ървинг, английски артист (* 1838 г.)
- 1913 г. – Леонид Соболев, министър-председател на България (* 1844 г.)
- 1918 г. – Герит Енгелке, немски писател (* 1890 г.)
- 1919 г. – Карл Гелеруп, датски писател, Нобелов лауреат (* 1857 г.)
- 1935 г. – Младен Павлов, български революционер (* 1848 г.)
- 1941 г. – Франтишек Билек, чешки скулптор и архитект (* 1872 г.)
- 1949 г. – Август Айхорн, австрийски педагог и психоаналитик (* 1878 г.)
- 1966 г. – Клифтън Уеб, американски актьор (* 1889 г.)
- 1987 г. – Уолтър Братейн, американски физик, Нобелов лауреат през 1956 г. (* 1902 г.)
- 1989 г. – Фред Агабашиян, американски автомобилен състезател (* 1913 г.)
- 1990 г. – Ле Дък Тхо, виетнамски генерал и политик, Нобелов лауреат (* 1911 г.)
- 2003 г. – Бъртрам Брокхауз, канадски физик, Нобелов лауреат (* 1918 г.)
- 2006 г. – Арсений, пловдивски митрополит (* 1932 г.)
- 2006 г. – Любомир Начев, български политик (* 1954 г.)
- 2008 г. – Георги Г. Георгиев, български актьор (* 1939 г.)
- 2008 г. – Гийом Депардийо, френски актьор (* 1971 г.)
- 2016 г. – Пхумипхон Адунядет (Рама IX), крал на Тайланд (* 1927 г.)
- 2016 г. – Дарио Фо, италиански драматург, актьор, режисьор и композитор, Нобелов лауреат (* 1926 г.)

## Празници
- Санремо (Италия) – Ден на града
- Тайланд – Ден на Национална служба „Полиция“
- Световен ден без сутиен.[1]
- Полша – Ден на парамедиците
- Бурунди – Ден на Руагасоре
- Азербайджан – Ден на азербайджанския железопътен транспорт